# 多棘擬鯥
多棘拟鯥（学名：Parascombrops analis），又名多棘尖牙鱸、深水天竺鯛、深水大面側仔，为輻鰭魚綱鱸形目鱸亞目發光鯛科拟鯥属下的一个种，屬熱帶海水魚，分布於西太平洋日本及菲律賓海域，體長可達10公分，棲息在大陸坡，生活習性不明。